# Colle Lazoney
Il colle Lazoney (pron. fr. AFI: [lazɔnɛj]; in francese col Lazoney - 2.390 m s.l.m.) è un valico delle Alpi Biellesi, situato in Valle d'Aosta tra i comuni di Gaby e di Gressoney-Saint-Jean.
Per il colle transitano la quinta tappa dell'Alta via della Valle d'Aosta n. 1, il Tor des Géants a la Grande Traversata delle Alpi.

## Toponimo
Oltre che Lazoney è presente la grafia Loozoney, che rimanda al toponimo Loo. Una denominazione alternativa in francese è col Lazouney. In lingua walser, il toponimo è Lasòneycoll.

## Descrizione

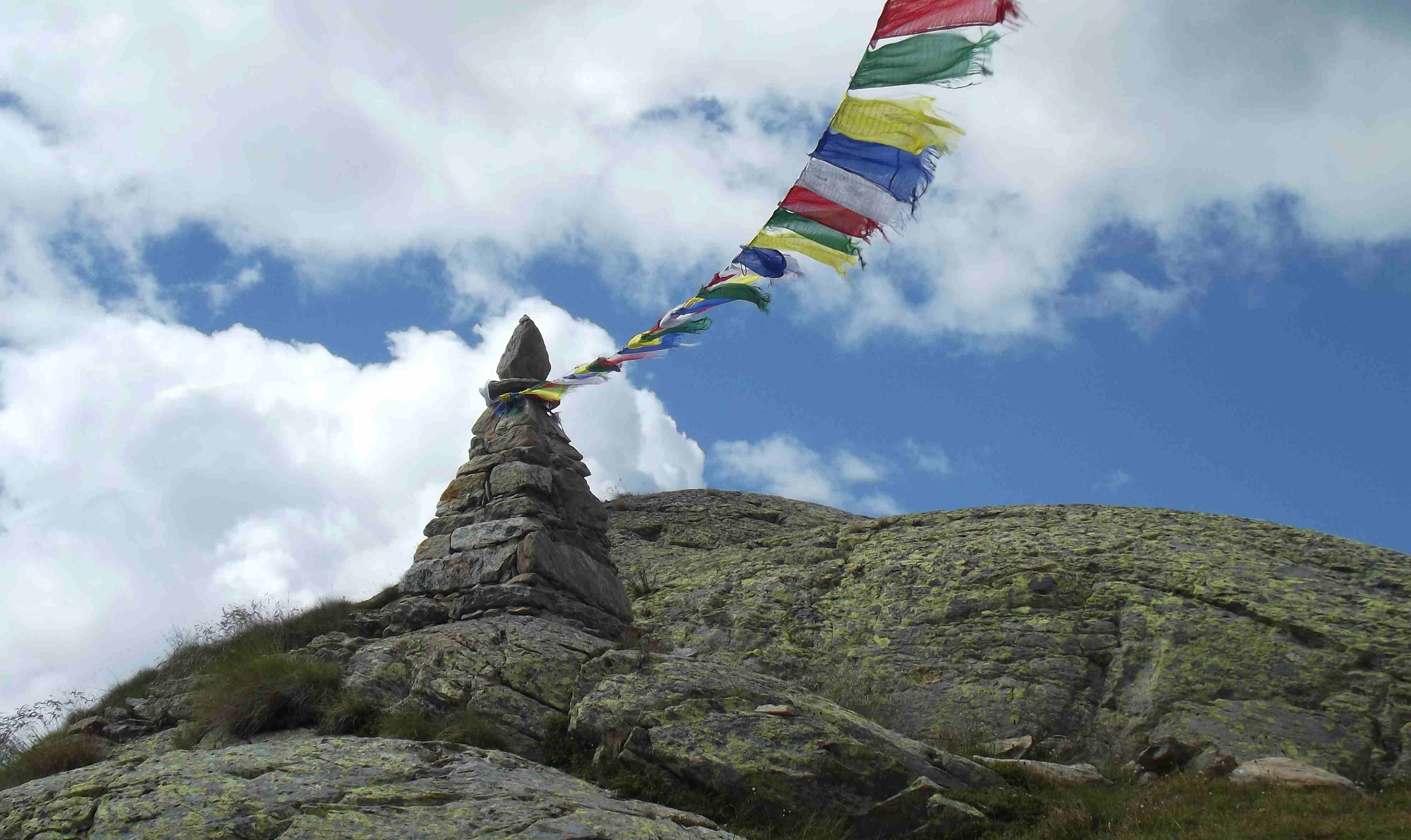
L'ometto e le bandiere di preghiera sul valico.

Il valico si apre tra la punta Lazoney (2.579 m, a est) e la costiera che culmina con il mont-de-Pianeritz (2.583 m, a ovest) e fa parte della cresta spartiacque che divide il vallone del Loo (comune di Gressoney-Saint-Jean) da quello di Niel (comune di Gaby), entrambi tributari del torrente Lys.

## Accesso
Il colle può essere raggiunto per sentiero da Niel (Gaby) oppure da Loomatten (Gressoney-Saint-Jean). 
Il valico è raggiunto inoltre da una mulattiera ampia e accuratamente lastricata che lo collega con il colle della Mologna Grande e il comune biellese di Piedicavallo.
Dal colle è possibile salire sulla punta Lazoney oppure proseguire per l'alpe Maccagno e la Valsesia. Quest'ultimo itinerario è anche percorso dalla Grande Traversata delle Alpi. Si può inoltre in breve tempo raggiungere il colle del Loo e, di qui, scendere al paese valsesiano di Rassa.

## Trail running
Per la colle transita il Trail del Bangher, giunto nel 2014 alla sua nona edizione. Si tratta di una corsa podistica ad anello dello sviluppo di 27 km con 2.200 m di dislivello positivo, organizzata dall'UISP di Biella. Il suo nome ricorda Pietro Bangher, un famoso brigante di origini trentine che operò nella zona a cavallo tra Ottocento e Novecento.

## Punti di appoggio
- Rifugio Rivetti